# Mem Gonçalves da Fonseca
Mem Gonçalves da Fonseca (1200 -?) foi um militar e Gentil-homem da Corte do rei D. Sancho I de Portugal o qual fez assento na honra de receber o sobrenome Fonseca de um senhor português chamado Garcia Rodrigues  que deu a seus descendentes o nome,o primeiro que o tomou ([Mem Gonçalo da Fonseca]), sendo o mesmo que fundou e dotou o mosteiro de Mancelos . 
No século XIII, travou luta contra os mouros. Foi senhor de Quinta da Fonseca, localizada junto ao Rio Minho. Na localidade de Mancelos,  freguesia portuguesa do concelho de Amarante, em 1110, os seus pais mandaram erigir o Mosteiro de Mancelos, que alojou os frades crúzios, cónegos regrantes de Santo Agostinho, até 1540 e de que Mem foi benfeitor.  

## Relações familiares
Foi filho de Gonçalo Viegas de Riba Douro (1175 -?) e de Teresa (1180 -?). Casou por duas vezes, a primeira com Maria Pires de Tavares (1200 -?) filha de D. Pedro Viegas (1180 -?) e de D. Mor Pães, de quem teve:
1. Rui Mendes da Fonseca (1230 – 1289) casou com Teresa Anes de Leomil (c. 1230 -?) filha de João Soares de Leomil (1200 -?) e de Teresa Gonçalves Bezerra (c. 1200 -?),
2. Vasco Mendes da Fonseca (1220 -?) casou com Maria Martins das Medãs,
3. Fernão Mendes da Fonseca casou com Estevainha Gil Babilão,
4. Teresa Mendes da Fonseca casou com João Martins (do Amaral?).

O segundo casamento foi depois de 1229 com Maria Pires de Cambra (1200 -?), filha de Estevão Pires de Cambra e de Margarida Viegas, de quem teve:
1. Pero Mendes da Fonseca casou com Mór Martins,
2. Lourenço Mendes da Fonseca casou com Maria Martins,
3. Elvira Mendes da Fonseca casou com Martim Anes de Alvelos,
4. Martim Mendes da Fonseca,
5. Guiomar Mendes da Fonseca, foi abadessa no Mosteiro de Vila Cova de Sendim.